# Luis Roncallo Fandiño
Luis Martín Roncallo Fandiño (Tenerife, 11 de noviembre de 1956) es un escritor y periodista colombiano, reconocido por sus obras literarias basadas en la vida de personajes históricos ligados al Caribe Colombiano como Simón Bolívar, Hermógenes Maza, Juan José Nieto y Francisca Baptista de Bohórquez. También ha tenido una destacada trayectoria como periodista, trabajando para importantes medios escritos en Colombia como El Sol, El Espacio, La Libertad, El Heraldo, Diario del Caribe y La Verdad. Fue nombrado Canciller del Parlamento Nacional de Escritores para Centroamérica y el área del Caribe y en la actualidad se desempeña como director de comunicaciones de la empresa Aguas de la Península en Maicao, Guajira.

## Primeros años y estudios
Roncallo nació en el municipio de Tenerife, Magdalena. Tras graduarse como bachiller en el Colegio Salesiano de León XIII en la ciudad de Bogotá en 1975, ingresó en la Universidad Autónoma del Caribe en la ciudad de Barranquilla para cursar estudios de Comunicación Social y Periodismo, graduándose en 1982. A partir de entonces ha realizado estudios y actividades complementarias en instituciones como el Círculo de Periodistas de Bogotá, Ecopetrol, Telecaribe y la Universidad Pontificia Bolivariana, entre otras.

## Carrera

### Como periodista y asesor
En 1977 inició prácticas periodísticas en Caribe Televisión y dos años después se convirtió en redactor del Diario del Caribe en la ciudad de Barranquilla. Entre 1981 y 1983 ofició como jefe de redacción del diario El Espectador también en la capital del Atlántico. Más adelante se vinculó profesionalmente con medios escritos y audiovisuales como El Universal, Caracol, Colprensa, El Sol, La Verdad, Telecaribe y El Heraldo. Se desempeñó además  como Secretario de Gabinete de la Alcaldía de Cartagena, Secretario de Prensa del Departamento de Bolívar, Asesor de la Gerencia de la Sociedad Portuaria Regional de Cartagena, Gerente de Comunicaciones del Grupo Agbar Colombia y de la empresa Triple A de Barranquilla y como Director de Comunicaciones de la empresa Aguas de Cartagena. En la actualidad oficia como Director de Comunicaciones de la empresa Aguas de la Península en Maicao, Guajira.

### Como escritor
En 1982 publicó su primer libro de poesía, titulado Erotismo marinero. En el año 2003 publicó su obra más representativa hasta la fecha, 
Anne Lenoit: La Siempre Viva del Libertador, en la que relata la historia de amor entre Anne Lenoit y el libertador Simón Bolívar. Esta obra fue considerada por la Agencia EFE española como el suceso literario de Latinoamérica del año 2003 y fue estudiada por el Departamento de Lenguas e Investigaciones de la Universidad West Indians de Trinidad y Tobago y por el Centro de Estudios Latinoamericanos y del Caribe. En 2011 dedicó una obra al prominente escritor de Tenerife Antonio Curcio Altamar, titulada Antonio Curcio Altamar, muerto de amor. Un año después retomó las aventuras amorosas del libertador en la novela Las locuras pasionales de Bolívar y la historia de la conquistadora y encomendera Francisca Baptista de Bohórquez en La mujer que orinaba espadas.

## Premios y reconocimientos
- 1981 - Premio Nacional Semestral El Espectador.
- 1987 - Mejor Corresponsal de Colprensa en todo el país.
- 1987 - Mejor reportero del Departamento de Redacción del periódico El Universal de Cartagena.
- 1993 - VI Premio Distrital de Prensa, Cartagena de Indias.
- 2004 - Personaje del año 2003, Asociación Colombiana de Periodistas, Barranquilla.
- 2009 - Medalla Forjadores de la Patria, Fundación de Periodistas Bolivarianos de América.

### Menciones
- 1981 - Premio Nacional de Periodismo Simón Bolívar, Mención de Honor al mejor trabajo de investigación por Crónicas de la caracola.
- 1986 - Mención de Honor, IV Encuentro de Escritores de la Costa.

## Obras publicadas
- 1982 - Erotismo marinero (poesía). Ediciones sin par, Barranquilla.
- 2003 - Anne Lenoit, la Siempre Viva del Libertador. Editorial Kaireya, Barranquilla.
- 2009 - Recordando a Mario Ceballos Araújo, forjador de periodistas (coautor). Funperbol, Santa Marta.
- 2010 - El Departamento del Magdalena en el bicentenario de la independencia (coautor). Gobernación del Magdalena, Santa Marta.
- 2011 - Antonio Curcio Altamar: Muerto de Amor. Colección dorada de Tenerife.
- 2012 - Las locuras pasionales de Bolívar. Editorial Planeta.
- 2013 - Los sueños de Vittorio. Editorial Bubok.
- 2015 - La mujer que orinaba espadas. Editorial Caza de Libros, Bogotá.